# Toine van Huizen
Toine van Huizen (Middenbeemster, 13 februari 1990) is een Nederlands voormalig voetballer die doorgaans speelde als centrale verdediger. Hij speelde bij verschillende Nederlandse profclubs, waaronder meer dan 150 wedstrijden voor Telstar.

## Clubcarrière
Van Huizens loopbaan begon bij SV Beemster en vervolgens Hellas Sport. Hierna ging hij in 2007 spelen in de jeugdopleiding van AZ, die hem in het seizoen 2010/11 verhuurde aan Telstar. AZ haalde hem in januari 2011 terug naar Alkmaar om hem toe te voegen aan de selectie van Gertjan Verbeek. Zonder voor AZ in actie te komen, ging hij in januari 2012 naar Sparta Rotterdam. Hij verruilde Telstar in juli 2019 transfervrij voor De Graafschap. Hij verkaste in 2021 naar FC Dordrecht.

## Clubstatistieken
| Seizoen | Land               | Club          | Competitie     | Competitie | Competitie | Beker | Beker | Internationaal | Internationaal | Totaal | Totaal |
| Seizoen | Land               | Club          | Competitie     | Wed.       | Dlp.       | Wed.  | Dlp.  | Wed.           | Dlp.           | Wed.   | Dlp.   |
| ------- | ------------------ | ------------- | -------------- | ---------- | ---------- | ----- | ----- | -------------- | -------------- | ------ | ------ |
| 2010/11 | Vlag van Nederland | AZ            | Eredivisie     | 0          | 0          | 0     | 0     | —              | —              | 0      | 0      |
| 2010/11 | Vlag van Nederland | → Telstar     | Jupiler League | 11         | 1          | 0     | 0     | —              | —              | 11     | 1      |
| 2011/12 | Vlag van Nederland | Sparta        | Jupiler League | 12         | 1          | 0     | 0     | —              | —              | 12     | 1      |
| 2012/13 | Vlag van Nederland | Sparta        | Jupiler League | 3          | 0          | 0     | 0     | —              | —              | 3      | 0      |
| 2013/14 | Vlag van Nederland | Telstar       | Jupiler League | 31         | 5          | 0     | 0     | —              | —              | 31     | 5      |
| 2014/15 | Vlag van Nederland | Telstar       | Jupiler League | 22         | 1          | 1     | 0     | —              | —              | 23     | 1      |
| 2015/16 | Vlag van Nederland | Telstar       | Jupiler League | 1          | 0          | 0     | 0     | —              | —              | 1      | 0      |
| 2016/17 | Vlag van Nederland | Telstar       | Jupiler League | 26         | 1          | 1     | 0     | —              | —              | 27     | 1      |
| 2017/18 | Vlag van Nederland | Telstar       | Jupiler League | 34         | 3          | 1     | 0     | 0              | 0              | 35     | 3      |
| 2018/19 | Vlag van Nederland | Telstar       | Jupiler League | 33         | 2          | 1     | 0     | 0              | 0              | 34     | 2      |
| 2019/20 | Vlag van Nederland | De Graafschap | Jupiler League | 17         | 1          | 1     | 0     | 0              | 0              | 18     | 1      |
| 2020/21 | Vlag van Nederland | De Graafschap | Jupiler League | 37         | 3          | 2     | 0     | 1              | 0              | 40     | 3      |
| Totaal  | Totaal             | Totaal        | Totaal         | 227        | 18         | 7     | 0     | 1              | 0              | 235    | 18     |